# Brachyglottis revoluta
Brachyglottis revoluta là một loài thực vật có hoa trong họ Cúc. Loài này được (Kirk) B.Nord. mô tả khoa học đầu tiên năm 1978.